# Ilja Solarjow
Ilja Sergejewitsch Solarjow (russisch Илья Сергеевич Соларёв; * 2. August 1982 in Perm, Russische SFSR) ist ein ehemaliger kasachisch-russischer Eishockeyspieler, der zuletzt bis 2017 beim HSC Csíkszereda aus der MOL Liga unter Vertrag stand.

## Karriere
Ilja Solarjow begann seine Karriere als Eishockeyspieler in der Nachwuchsabteilung von Molot-Prikamje Perm, für dessen Profimannschaft er in der Saison 2000/01 sein Debüt in der russischen Superliga gab. Zuvor war er für die zweite Mannschaft des Klubs in der drittklassigen Perwaja Liga aktiv gewesen. Anschließend wurde er im NHL Entry Draft 2001 in der neunten Runde als insgesamt 281. Spieler von den Tampa Bay Lightning ausgewählt, für die er allerdings nie spielte. Die Saison 2001/02 verbrachte der Angreifer bei Neftjanik Leninogorsk in der zweitklassigen Wysschaja Liga sowie Awangard Tambow in der Perwaja Liga. In der folgenden Spielzeit lief er für die zweite Mannschaft von Molot-Prikamje Perm in der Perwaja Liga und den HK Brest in der belarussischen Extraliga auf.
Von 2003 bis 2008 spielte Solarjow nacheinander für Motor Barnaul, Energija Kemerowo, den HK Lipezk, Kasachmys Satpajew und Barys Astana in der Wysschaja Liga, wobei er in der Saison 2006/07 für Satpajew parallel einige Spiele in der Kasachischen Meisterschaft absolvierte und zusätzlich Pokalsieger wurde. Auch 2007/08 absolvierte er einige Spiele in der kasachischen Liga und wurde deren Topscorer. Für Barys Astana stand der Nationalspieler seit der Saison 2008/09 drei Jahre lang in der Kontinentalen Hockey-Liga auf dem Eis. Zur Saison 2011/12 schloss er sich dem HK Ertis Pawlodar aus der kasachischen Meisterschaft an, mit dem er kasachischer Vizemeister 2012 wurde. Nach diesem Erfolg kehrte er nach Astana zurück.
Aufgrund seiner Dopingsperre (s. u.) wurde er im September 2013 von Barys suspendiert und wechselte im Dezember des gleichen Jahre zu den Danbury Whalers aus der Federal Hockey League. Diese unterliegt nicht der IIHF-Jurisdiktion, da sie nicht USA Hockey untersteht. Somit konnte die Dopingsperre dort nicht durchgesetzt werden. Im Sommer 2015 kehrte er nach Kasachstan zurück und wurde nach Ablauf seiner Sperre vom HK Ertis Pawlodar verpflichtet, ehe er den Verein im November 2015 verließ und zu Barys Astana in die KHL zurückkehrte. Neben seinen Einsätzen für Barys spielte er auch beim Farmteam Nomad Astana in der kasachischen Meisterschaft. Nachdem er von August bis Oktober 2016 kurzzeitig zu Molot-Prikamje Perm zurückgekehrt war, wechselte er zum HSC Csíkszereda in die MOL Liga, wo er die Spielzeit zu Ende spielte. Anschließend beendete er seine Karriere.

### International
Für Kasachstan nahm Solarjow an den Weltmeisterschaften der Division I 2008, 2009 und 2013 sowie der Top-Division 2010 und 2016 teil. Zudem stand er im Aufgebot seines Landes bei den Qualifikationsturnieren zu den Olympischen Winterspielen 2010 in Vancouver und 2014 in Sotschi sowie bei den Winter-Asienspielen 2011. Bei Letzteren gewann er mit seiner Mannschaft die Goldmedaille.
Im September 2013 wurde er vom IIHF für zwei Jahre gesperrt, nachdem er während der Weltmeisterschaft 2013 in Ungarn positiv auf das Asthma-Mittel Salbutamol getestet wurde.

## Erfolge und Auszeichnungen
- 2007 Kasachischer Pokalsieger mit Kasachmys Satpajew
- 2008 Topscorer der kasachischen Eishockeymeisterschaft
- 2009 Aufstieg in die Top Division bei der Weltmeisterschaft der Division I, Gruppe A
- 2011 Goldmedaille bei den Winter-Asienspielen
- 2013 Aufstieg in die Top-Division bei der Weltmeisterschaft der Division I, Gruppe A

## KHL-Statistik
(Stand: Ende der Saison 2015/16)